# Race 07
Race 07 est le jeu vidéo de course automobile officiel du championnat du monde des voitures de tourisme. Toutefois, elle regroupe aussi d'autres catégories de courses : la F3000 International Masters, la Formule BMW, la Radical, la 7 Caterham, la Mini et enfin les catégories WTCC 87, WTCC 06 et WTCC 07.
Le jeu propose un total de plus de 300 voitures et 32 circuits du monde entier fidèlement reproduits. Race 07 est plutôt orienté vers le réalisme et la simulation.
Race 07 est sorti en 2007, et a été créée par SimBin, les créateurs de GTR et GTR 2. Le jeu peut être installé en version offline (mode solo) et en version online (multijoueur). 
Les graphismes sont assez bons, notamment pour les voitures et les pistes. Toutefois, les décors d’arrière-plan ne sont pas ce qu’ils devraient être (souvent des photos)[réf. nécessaire]. Le jeu peut être joué avec toutes sortes de contrôleur, que ce soit avec le clavier, avec des joypads ou avec un volant.